# Ocyllus
Ocyllus Thorell, 1887 è un genere di ragni appartenente alla famiglia Thomisidae.

## Distribuzione
Le due specie note di questo genere sono state rinvenute in Birmania

## Tassonomia
Non sono stati esaminati esemplari di questo genere dal 1895.
A dicembre 2014, si compone di due specie:
- Ocyllus binotatus Thorell, 1887[2] — Birmania
- Ocyllus pallens Thorell, 1895 — Birmania